# فناوری نانو در دارو رسانی و مهندسی بافت
دوستان گل من این متن و رو پاک کردم چون اصلا علمی نمی باشد  
و افرادی برای اذیت کردن مطالب رو تغییر میدهند پس به ویکی پدیا زیاد اعتماد نکنید. 
با تشکر  

## کاربردها

### کاربرد مقیاس نانو در پزشکی

#### تحویل دارو
وسایل تحویل در مقیاس نانو می‌توانند اثر درمانی را افزایش دهند و مشکلات مربوط به داروهای موجود را به حداقل برسانند. وسایل حمل در مقیاس نانو می‌توانند کلاس‌های جدیدی از درمان را فعال کنند. تحویل در مقیاس نانو باعت تحقیق مجدد در مورد داروهای مولکولی جدید و بهینه تر منجر شده و داروهای به لحاظ بیولوژیکی که که غیرقابل توسعه محسوب می شدندرا به نحوی فعال سازند.

#### در شرایط آزمایشگاه تشخیص
حسگرهای مبتنی بر فناوری نانو (به عنوان مثال نانو سیم ها/ نانولوله ها/ ذرات نانو / کانتبلورهای زیستی و… می‌توانند تشخیص با سرعت سریع و بالا از نشانگرهای زیستی بیماری را با حساسیت بالاتر و مصرف نمونه کمتر فراهم کنند. فناوری نانو همچنین برای تشخیص زود هنگام ویروس‌ها و باکتری‌ها یا سلول‌های تومور زا در گردش خون و همچنین تجزیه و تحلیل تک سلول‌ها و آنالیز و… امیدواری به سزایی ایجاد کرده است.

#### تصویربرداری در شرایط آزمایشگاهی
نانوپروپ‌های تصویر برداری هدفمند (به عنوان مثال نانوذرات مغناظیسی، نقاط هدف کوانتومی، نانوتیوب‌های کربنی) می‌توانند روشی سریعتر، کمتر تهاجمی و دقیق تر را برای تشخیص موارد (مثلا سرطان) در سخت‌ترین مراحل خود و نظارت بر پیشرفت بیماری ارائه دهند. یکی دیگر از شرایط‌های احتمالی شامل گزارش اثر بخشی درمان‌ها در شرایط آزمایشگاهی و ردیابی توزیع زیستی نانو حامل‌ها در بدن می‌باشد. علاوه بر این نانوپروپ‌های تصویربرداری می‌توانند به جراحان در تعیین محل تومورها و حاشیه درگیر با آنه، ساختارهای مهم و نقشه‌برداری از غدد لنفاوی نگهبان کمک کنند.

#### تکنیک‌های درمانی
برخی از نانوموادها دارای خواص درمانی منحصر به فردی هستند که با داروهایی معمولی متفاوت هستند و می‌توانند به‌طور مستقیم برای درمان بیماری‌ها مورد استفاده قرار گیرند؛ نانوذرات مبتنی بر اکسید هافنیم و طلا می‌توانند تا حد زیادی پرتو ایکس را تقویت کنند. نانوپوسته‌ها، نانومیله‌های طلا، نانولوله‌های کربنی؛ می‌توانند هیپوترمی را برای از بین سلول‌های سرطانی القا کنند، یا مثلاً نقره نانوکریستالی به عنوان یک ماده ضد میکروبی استفاده می‌شود.

#### مواد بیولوژیکی (مواد زیستی)
نانوموادهای زیست سازگار که دارای خواص مکانیکی بهینه هستند می‌توانند به عنوان کاشت‌های پزشکی مانند ترمیم کننده‌های دندان و جایگزین‌های استخوان استفاده شوند (همچنین به عنوان مهندسی بافت سخت نیز طبقه‌بندی می‌شوند). پوشش‌های نانو یا سطوح ساختارنانو نیز می‌توانند سازگاری زیستی و چسبندگی مواد زیستی را بهبود ببخشند.

#### مهندسی بافت
فناوری نانو می‌تواند طراحی و ساخت داربست‌های زیست سازگار در مقیاس نانو را کنترل کرده و آزادسازی مکانی-زمانی عوامل بیولوژیکی، شبیه ماتریکس خارج سلولی را کنترل کند تا رفتارهای سلولی را هدایت کند و در نهایت منجر به ایجاد بافت‌های قابل کاشت شود.

## فناوری نانو در دارو رسانی
از آنجا که لیپوزوم‌ها برای اولین بار در دهه ۱۹۶۰ توصیف شدند و به عنوان حامل پروتئین‌ها و داروها برای درمان بیماری پیشنهاد شدند، فناوری نانو تأثیر به سزایی در توسعه سیستم‌های انتقال دارو دارد. انواع نانومواد و مواد غیر آلی و آلی به عنوان وسایل حمل و نقل برای ایجاد روشهای درمانی مؤثر استفاده شده است. تاکنون بیش از دوازده محصول درمانی مبتنی بر فناوری نانو وجود دارد که برای استفاده بالینی توسط سازمان غذا و دارو تأیید شده‌اند و تعداد بیشتری از آنها در آزمایشات بالینی قرار دارند. از این محصولات، اکثریت آنها از یک سیستم غیر هدفمند (به عنوان مثال، لیپوزومها و پلیمرها) و یک دارو، و به همین دلیل در نانوتراپی‌های نسل اول در نظر گرفته می‌شوند. در مقایسه با دارو رسانی مرسوم، نانو سیستم‌های نسل اول مزایای زیادی دارند. به‌طور خاص، آنها می‌توانند فعالیت درمانی را با طولانی شدن نیمه عمر دارو، بهبود حلالیت داروهای آبگریز، کاهش ایمنی زایی بالقوه یا آزاد سازی داروها به روشی پایدار یا محرک افزایش دهند؛ بنابراین، عوارض جانبی سمی داروها و همچنین دفعات تجویز می‌تواند کاهش یابد. علاوه بر این، ذرات در مقیاس نانو می‌توانند از طریق اثر نفوذ پذیری و احتباس افزایش یافته (انعطاف‌پذیر) در بافتهای خاص (به عنوان مثال تومورها) منفعل شوند. فراتر از این نانوسیستم‌های کارآمد بالینی، از فناوری نانو برای امکان استفاده از روش‌های درمانی جدید و توسعه نانوسیستم‌های نسل بعدی برای تحویل داروی «هوشمند» استفاده شده است. از دیدگاه ما در زیرساخت‌ها چندین زمینه وجود دارد که در آینده نزدیک پیشرفت‌های پزشکی ایجاد می‌کند و برخی از آنها می‌تواند مشتق شده از «برنامه‌های قاتل» بعدی باشد.

## فناوری نانو در مهندسی بافت
مهندسی بافت یک رشته میان رشته‌ای در حال تکامل است که در آن زیست‌شناسی، مهندسی، علوم مواد و پزشکی ادغام شده و بر توسعه متمرکز است. جایگزین‌های بیولوژیکی برای بازیابی، جایگزینی، نگهداری یا تقویت عملکرد بافت و اندام می‌باشد. در طی چند دهه گذشته، پیشرفت مداوم در این زمینه خاص منجر به ایجاد بافت‌های قابل کاشت شده است، برخی از آنها قبلا در انسان استفاده می‌شد (به عنوان مثال، پوست و غضروف) یا وارد آزمایشات بالینی (مثلاً مثانه و رگهای خونی) شده‌اند. با این وجود، بیشتر استراتژی‌های مهندسی بافت بر این اصل تکیه دارند که در شرایط مناسب راکتورهای مختلف، سلول‌هایی که در داربست‌های زیست سازگار سه بعدی (D3) کاشت می‌شوند یا به کار گرفته می‌شوند، می‌توانند دوباره به ساختارهای عملکردی شبیه بافت‌های بومی مونتاژ شوند. داربست‌های مصنوعی اولیه برای تهیه یکپارچگی ساختاری سلول‌ها در سطح ماکروسکوپی طراحی شده بودند، اما فقط موفقیت متوسطی کسب کردند. در حال حاضر به‌طور گسترده‌ای پذیرفته شده است که برای جمع‌آوری عملکرد مناسب بافت، داربست‌ها باید یک ریز محیط خاص بافت برای حفظ و تنظیم رفتار و عملکرد سلول را ایجاد کنند. درون بافت‌ها، سلول‌ها توسط ماتریس خارج سلولی (ECM) احاطه شده‌اند که توسط یک شبکه طبیعی از نانو الیاف سازمان یافته سلسله مراتبی مشخص می‌شود. علاوه بر این، ECM نقشی حیاتی در ذخیره‌سازی، آزاد سازی و فعال سازی طیف وسیعی از عوامل بیولوژیکی دارد، همراه با کمک به فعل و انفعالات سلول و فاکتور محلول در سلول؛ بنابراین، توانایی مهندسی مواد زیستی که از نزدیک پیچیدگی و عملکرد ECM را تقلید می‌کنند برای بازسازی موفقیت‌آمیز بافت‌ها محوری است. با این حال، پیشرفت‌های اخیر در فناوری نانو، طراحی و ساخت ریز زیست زیست سنجی را در مقیاس نانو فراهم کرده است، و آنالوگ ECM بومی را ارائه می‌دهد. مشخصاً، این فناوری‌ها برای ایجاد سطوح نانوتوپوگرافی و داربست‌های نانو تزیین و کپسول سازی و کنترل انتشار فضایی موقت استفاده شده است. این دستگاه‌های نانو راهی برای هدایت رفتارهای سلولی ارائه می‌دهند که از چسبندگی سلول تا بیان ژن را شامل می‌شود.